# Amphipyra latilinea
Amphipyra latilinea är en fjärilsart som beskrevs av Edward Alfred Cockayne 1951. Amphipyra latilinea ingår i släktet Amphipyra och familjen nattflyn. Inga underarter finns listade i Catalogue of Life.